# Norra Sundsvattnet (Östervallskogs socken, Värmland)
Norra Sundsvattnet är en sjö i Årjängs kommun i Värmland och ingår i Göta älvs huvudavrinningsområde.